# Quetame
Quetame – miasto w Kolumbii, w departamencie Cundinamarca.